# Cisterna

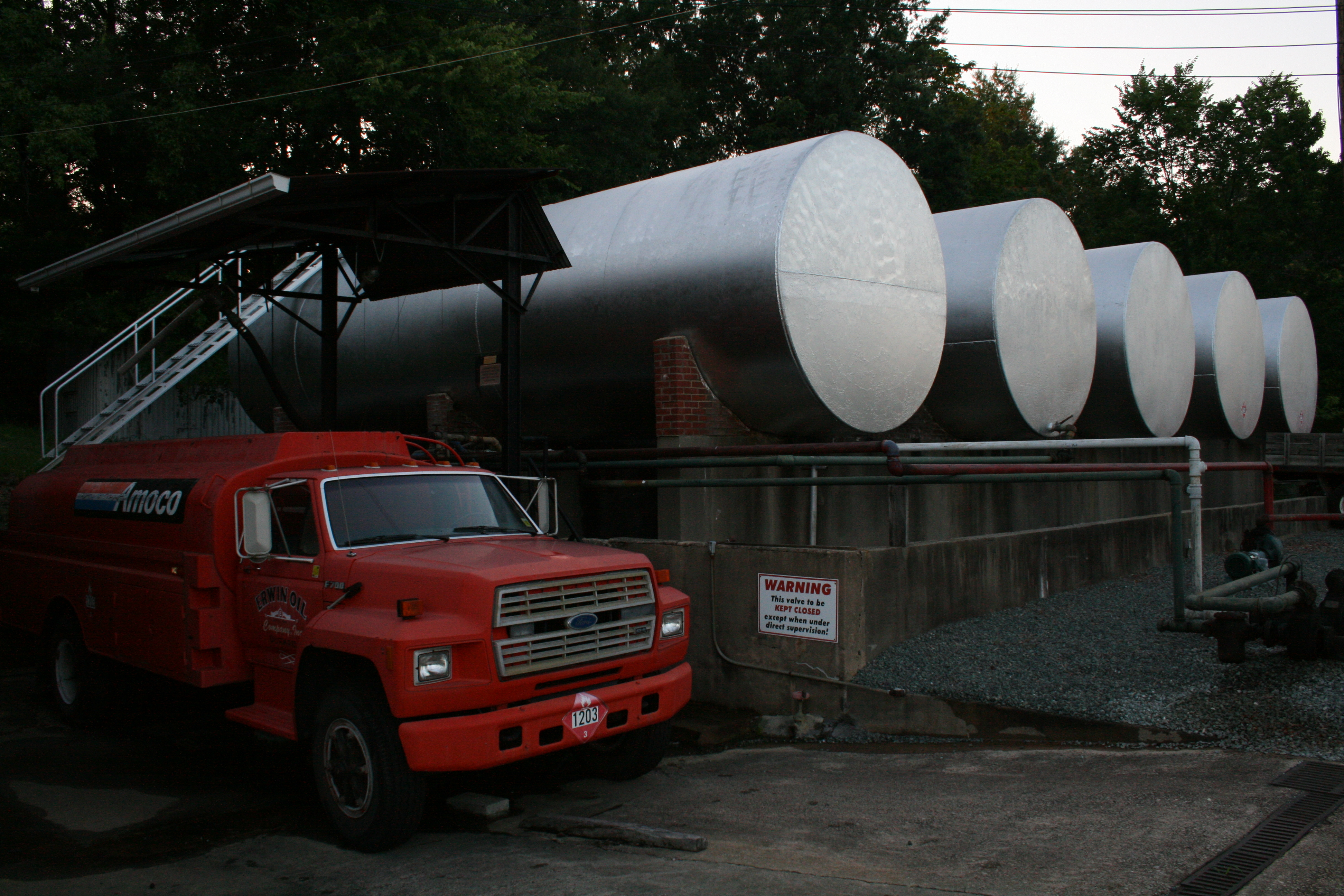
Několik statických tanků na palivo

Cisterna je stabilní nebo mobilní nádrž na kapalinu nebo na sypké látky, někdy umístěná na silničním či železničním vozidle.
Označuje se tak někdy i celý cisternový vůz.

## Cisterna na srážkovou vodu
Původně byla cisterna označením pouze pro nádrž na srážkovou vodu, a byla budována v místech, kde byl jiné pitné či užitkové vody nedostatek. Pro tyto účely byly cisterny budovány již od starověku. Velkými cisternami byla vybavena mnohá starověká i středověká města. Velký rozvoj používání cisteren proběhl na konci 19. století v souvislosti s výstavbou železnic. Vzhledem ke spotřebě parních lokomotiv bylo zajištění dostatku vody nezbytným předpokladem pro provozování dopravy. Tam, kde nebyla k dispozici podzemní voda, byly proto budovány cisterny na srážkovou vodu.